# Dombeya venosa
Dombeya venosa är en malvaväxtart som beskrevs av Arenes. Dombeya venosa ingår i släktet Dombeya och familjen malvaväxter. Inga underarter finns listade i Catalogue of Life.